# An–325
Az An–325 szállító repülőgép az An–225 tervezett továbbfejlesztett változata, amely nem épült meg. Az An–225-höz hasonlóan űreszközök szállítására, nagy magasságban való indítására szánták. Ha elkészül, a világ legnagyobb repülőgépe lett volna.
A hathajtóműves An–225-höz képest az An–325-nek még plusz két gázturbinás sugárhajtóműve lett volna, amelyeket a B–52 hajtómű-elrendezéséhez hasonlóan építettek volna a belső hajtóművekkel közös gondolába.

## Külső hivatkozások
- Fénykép a repülőgép szélcsatorna-makettjéről
- Fantáziakép: űrsikló indítása az An-325-ről